# Nacopa melanderi
Nacopa melanderi là một loài bướm đêm trong họ Noctuidae.